# Coleophora deauratella

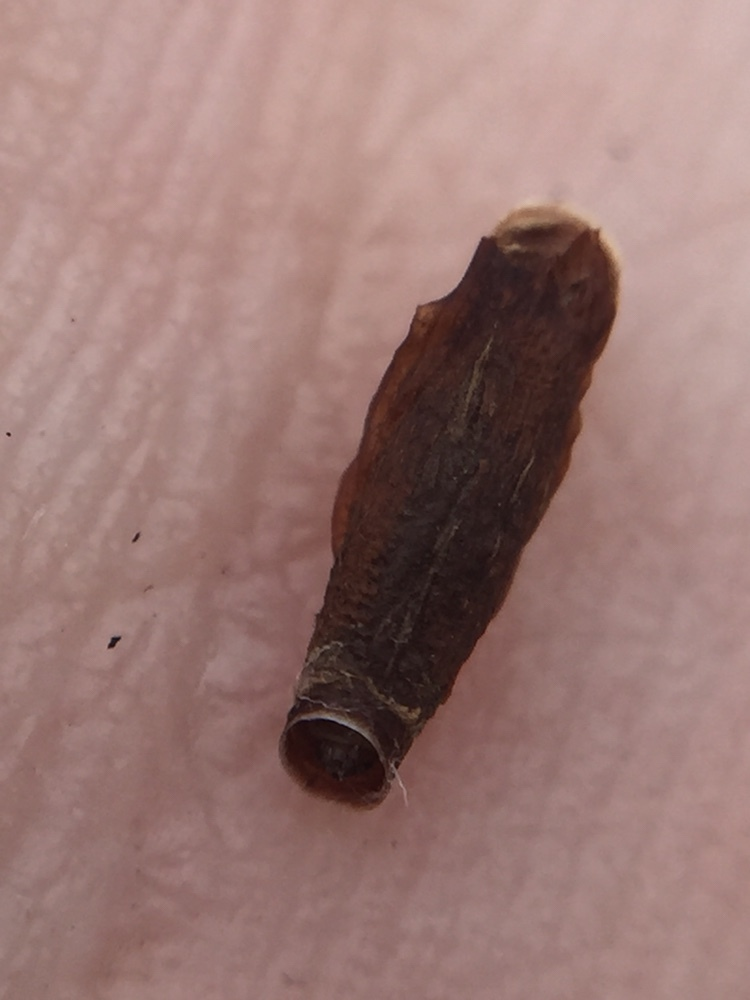
Raupe mit Raupensack

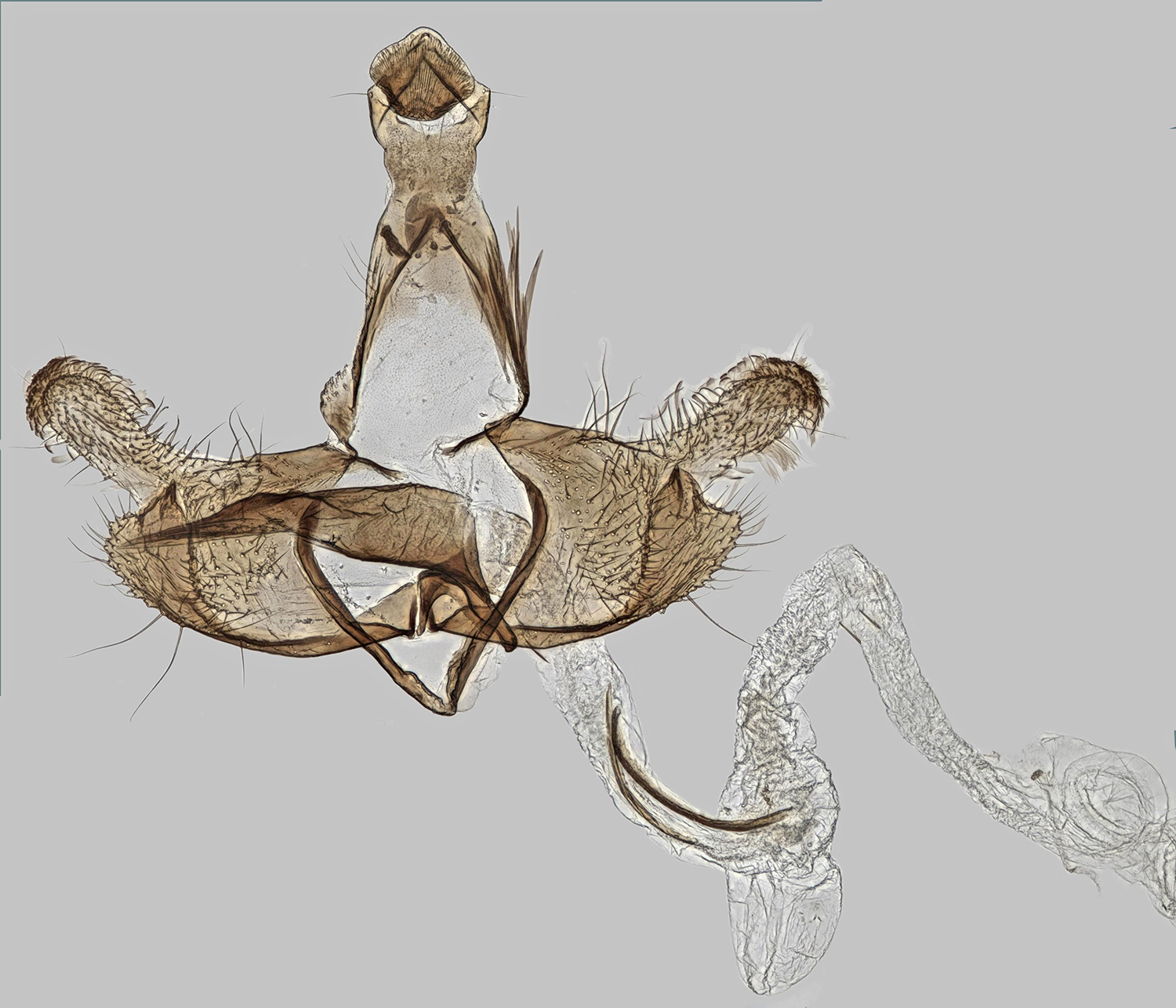
Männliche Genitalien

Coleophora deauratella ist ein Schmetterling aus der Familie der Miniersackträger (Coleophoridae). Die Art wurde von den Schmetterlingskundlern Friederike Lienig und Philipp Christoph Zeller 1846 erstbeschrieben. Im Englischen heißt der Schmetterling „Red-clover Case-bearer“. Coleophora deauratella wird innerhalb der Gattung Coleophora der Coleophora frischella-Artengruppe zugeordnet.

## Merkmale
Die Schmetterlinge besitzen eine Flügelspannweite von 11–13 mm. Die Vorderflügel sind metallisch bronzegrün gefärbt. Die dunklen Fühler sind an der Spitze weiß gefärbt. Die Fühlerbasis ist verdickt und mit bronzefarbenen Schuppen bedeckt. Die Augenhinterrandschuppen sind dunkelviolett oder gleichfarbig mit den übrigen Kopfschuppen.

### Ähnliche Arten
Coleophora deauratella gehört zur Gruppe „grüner“ Arten der Schmetterlingsfamilie. Die Art hat innerhalb dieser Gruppe mit Coleophora fuscicornis, Coleophora mayrella und Coleophora variicornis gemein, dass sie eine verdickte Fühlerbasis aufweisen.

## Verbreitung
Coleophora deauratella ist in der Paläarktis heimisch. Dort reicht das Vorkommen von Europa über Sibirien und Zentralasien bis in den Fernen Osten Asiens. In Europa ist die Art fast überall nachgewiesen. In Nordamerika wurde die Art in den 1960er Jahren eingeschleppt.

## Lebensweise
Coleophora deauratella ist eine monophage Schmetterlingsart. Raupennahrungspflanzen sind verschiedene Klee-Arten (Trifolium). Zu diesen zählen der Schweden-Klee (T. hybtidum), der Mittlere Klee (T. medium), der Blassgelbe Klee (T. ochroleucon) sowie der Wiesen- oder Rotklee (T. pratense). An diesen Pflanzen legen die Falter ihre Eier ab. Die Jungraupen bohren sich in die Blütenköpfe ihrer Wirtspflanzen und fressen an den grünen Samen der jungen Schoten. Im vierten Raupenstadium spinnen sich die Raupen einen etwa 6 mm langen röhrenförmigen Raupensack. Dieser ist gewöhnlich dunkel rötlichbraun gefärbt und am hinteren Ende weiß. Die Raupen beobachtet man mit ihren Raupensäcken ab Mitte August. Bis September haben sie ihre Fraßperiode abgeschlossen. Die Raupen überwintern. Die Verpuppung findet im Frühjahr im Raupensack statt. Die Imagines beobachtet man von Mai bis August.